# Война за Мантуанското наследство
Войната за Мантуанското наследство (1628 – 1631) се води за наследяването на Херцогство Мантуа между император Фердинанд II и Франция в Северна Италия по време на Тридесетгодишната война. Причината е прекъсването на главната линия на княжеския род Гонзага през 1627 г.

## Предистория
Италианската княжеска фамилия Гонзага владее Херцогство Мантуа от 14 век, а от 1536 г. и Маркграфство Монферат, което става Херцогство Монферат.
На 22 декември 1612 г. след десетмесечно управление на 26 години умира херцог Франческо IV Гонзага (1586 – 1612), владетел на Мантуа и Монферат. Неговата наследница е дъщеря му Мария Гонзага, която е омъжена от брат му Винченцо II Гонзага (1594 – 1627) през 1627 г. за Карло II Гонзага, херцог на Невер и Ретел във Франция.
Император Фердинанд II от пет години е женен за Елеонора Гонзага, сестрата на последните херцози. Фердинанд II иска да даде Мантуа на Феранте II Гонзага, херцог на Гуастала, който е на испанската страна. Това води до избухване на войната за мантуанското наследство (1628 – 1631) между Франция и Хабсбургите, при която през 1630 г. Мантуа е окупирана и разграбена от императорските войски. Карл Емануил I Савойски (1562 – 1630), херцог на Савоя, който се надява да получи Херцогство Монферат, е на страната на императора.

## Ход на военните действия
На 17 януари 1628 г. Карло I Гонзага, херцог на Невер и Ретел, пристига в Мантуа и иска да получи от императора Мантуа и Монферат. Херцогът на Савоя, Карл Емануил I, окупира през пролетта 1628 г. северната част на Монферат. Испанските войски пристигат до столицата Казале Монферато. След една година, през февруари 1629 г., изненадващо Франция участва във войната за Испания. Френската войска с Луи XIII и Ришельо обсажда савойския град Суза. Херцогът на Савоя сключва на 11 март 1629 г. в Суза с Франция договор. Испанският губернатор на Херцогство Милано Гонсало Фернандес де Кордоба прекъсва окупацията на Казале и се оттегля обратно в Милано. Един френски гарнизон се инсталира в Казале.
Императорската войска участва във войната от есента на 1629 г. под командването на Колалто (1575 – 1630) и с помощта на венециански войски, Мантуа е обсадена безуспешно до края на 1629 г. с 20 000 души, след което те се оттеглят. Френската войска с Ришельо нахлуват отново в Италия през декември 1629 г. и окупират части от Херцогство Савоя. Мантуа за втори път е обсадена от императорската войска. По това време вилнее чума и херцогът на Невер трябва да капитулира на 18 юли 1630 г., след това градът е тежко разграбен (Sacco di Mantova). През пролетта на 1630 г. Казале отново е обсаден от испанската войска с командир Амброзио Спинола (1569 – 1630).
На Регенсбургското курфюрстко събрание Фердинанд II сключва мирен договор с френските пратеници на 13 октомври 1630 г. за прекратяване на Мантуанска наследствена война. Истинският мирен договор, с който се прекратява войната, е сключен в Кераско на 6 април 1631 г. от пратениците на Фердинанд II, Луи XIII и Виктор Амадей I Савойски.
През 1631 г. Карло I Гонзага е издигнат за херцог на Мантуа и Монферат от император Фердинанд II.